# Aleiodes frugalis
Aleiodes frugalis är en stekelart som först beskrevs av Papp 1977.  Aleiodes frugalis ingår i släktet Aleiodes och familjen bracksteklar. Inga underarter finns listade i Catalogue of Life.